# Soon (Racoon)
Soon is een nummer van de Nederlandse band Racoon uit 2018. Het is de derde en laatste single van hun zevende studioalbum Look Ahead and See the Distance.
Het nummer werd een klein radiohitje in Nederland. Het bereikte de 12e positie in de Tipparade.